# 2. Liga (Österreich)
Die 2. Liga, medial oft Liga Zwa genannt, ist die semiprofessionell geführte zweithöchste Spielklasse im österreichischen Fußball unterhalb der Fußball-Bundesliga. Von 2002 bis 2018 hieß die Liga – meist mit Titelsponsor – Erste Liga. Ausrichter und Trägerverein ist der Verein Österreichische Fußball-Bundesliga, seit 1. Dezember 1991 das zehnte Ordentliche Mitglied des ÖFB. In der bundesweit ausgetragenen Liga werden jährlich ein Aufsteiger für die Bundesliga und drei Absteiger für die Regionalligen ausgespielt.

## Modus
Aktueller Modus
Seit der Saison 2018/19 spielen 16 Vereine in der 2. Liga. Die Meisterschaft unterteilt sich in eine Herbst- und Frühjahrssaison. Dies bedeutet, dass jede Mannschaft im Laufe einer Saison zweimal gegen jede andere Mannschaft antritt. Somit erstreckt sich ein Meisterschaftsjahr auf 30 Runden mit je acht Spielen.
Der Meister der 2. Liga steigt direkt in die Bundesliga auf, im Gegenzug steigt der Tabellenletzte der „Qualifikationsgruppe“ der Bundesliga in die 2. Liga ab. Die drei Letzten der 2. Liga müssen in die jeweilige Regionalliga absteigen, wobei es aus den Regionalligen ebenso viele Direktaufsteiger gibt.
Bis zur Ligenreform 2018 stieg ein Regionalliga-Meister auf, während die beiden verbleibenden Regionalliga-Meister in einem Play-off um den zweiten Aufstiegsplatz spielten.

## Ausrichtung
Die Österreichische Fußball-Bundesliga (ÖFBL) trägt die Verantwortung und ist Ausrichter beziehungsweise Veranstalter für die Meisterschaften der beiden höchsten Spielklassen, das sind die Bundesliga und die 2. Liga, in Österreich, siehe auch Ausrichtung.

## Namenshistorie
Mit der Wiedereinführung einer gemeinsamen nationalen zweiten Spielklasse im Jahr 1974 übernahm diese den Namen Nationalliga von der ersten Spielklasse, welche ab diesem Zeitpunkt Bundesliga genannt wurde. Dieser Name hielt sich jedoch nur für eine Saison und die Liga wurde schließlich in 2. Division umbenannt. Im Zuge der Abschaffung des Play-off-Modus und der Einführung der Bundesliga als höchste Spielklasse im Jahr 1993 wurde der Name auf 2. Division der Bundesliga erweitert. Zu dieser Zeit wurde die Liga umgangssprachlich auch 2. Bundesliga genannt. Die zweite Spielklasse wurde schließlich im Jahr 1998 einer Reform unterzogen, wodurch sich der Name in Erste Division änderte. Im Jahr 2002 konnte die österreichische Elektro-Kette Red Zac als Ligasponsor gewonnen werden, sodass ab der Saison 2002/03 die bis dahin als Erste Division bezeichnete Spielklasse den Namen Red Zac-Erste Liga trug. Im Frühjahr 2008 wurde die österreichische Handelskette ADEG als Bewerbssponsor gewonnen, und die Erste Liga mit der Saison 2008/09 in ADEG Erste Liga umbenannt. Von der Saison 2010/11 bis zur Saison 2013/14 gab es keinen Titelsponsor und die Liga trug den Namen „Heute für Morgen“ Erste Liga. Zur Spielzeit 2014/15 wurde Sky Österreich neuer Bewerbssponsor und die Liga firmierte als Sky Go Erste Liga. Seit der Reform der Bundesliga in der Saison 2018/19 heißt die Liga 2. Liga, mit dem Sponsornamen HPYBET 2. Liga, ehe zur Saison 2021/22 das Wettunternehmen Admiral den Posten des Bewerbssponsors übernahm.
| Namensänderungen seit der Wiedereinführung: |
| --- |
| - 1974/75 Nationalliga - 1975/76 2. Division - 1993/94 2. Division der Bundesliga - 1998/99 Erste Division - 2002/03 Red Zac-Erste Liga - 2008/09 ADEG Erste Liga - 2010/11 „Heute für Morgen“ Erste Liga - 2014/15 Sky Go Erste Liga - 2018/19 HPYBet 2. Liga - 2021/22 ADMIRAL 2. Liga |

Historie des Liga-Logos:

Erste Division
Logo ohne Namenszusatz
Logo von 2008/09 bis 2009/10
Logo von 2014/15 bis 2017/18

## Geschichte

### Erste Vorläufer
Historisch gesehen ist die Erste Liga keine neue Idee, sie hatte bereits bei der Einführung der österreichischen Fußball-Meisterschaft 1911 durch den ÖFV als eingleisige Zweite Klasse bestanden und wurde 1924 in die professionelle II. Liga umgewandelt. Damals war die österreichische Fußball-Meisterschaft allerdings auf das Wiener Gebiet beschränkt.
| Saison       |                | Meister           |
| Staatsliga B | Staatsliga B   | Staatsliga B      |
| ------------ | -------------- | ----------------- |
| 1950/51      | Simmeringer SC | 1. Simmeringer SC |

Mit der Einführung einer gesamtösterreichischen Fußball-Meisterschaft wurde in der Saison 1949/50, am Ende der einzelnen Meisterschaften in den Bundesländern wurde eine Aufstiegsrelegation zwischen den Landesmeistern aus Burgenland, Oberösterreich, Niederösterreich, Steiermark, Vorrundenrelegation der Landesmeister aus Tirol oder Vorarlberg und der Tauernliga (Kärnten und Salzburg) in zwei Dreier-Gruppen gespielt. Der Erstplatzierte aus diesen Dreier-Gruppen war für die Staatsliga A qualifiziert, der Zweitplatzierte für die Staatsliga B und der letzte musste wieder in seiner Landesliga spielen. Der Meister der Wiener Liga war direkt aufstiegsberechtigt. In der folgenden Übergangssaison 1950/51 wurde die Liga B (auch Staatsliga B) geschaffen. Diese erstreckte sich geografisch auf Burgenland, Niederösterreich, Oberösterreich, Steiermark, Tirol und Wien, Vereine der aus Kärnten, Salzburg und Vorarlberg konnten sich nicht qualifizieren. Nachdem das System einer eingleisigen professionellen Liga 1959 endgültig zu Gunsten der Regionalliga gekippt wurde, diskutierte man später lange Zeit über eine Wiedereinführung.

### Wiedereinführung als 15-/16-Liga
| Saison       |                      | Meister               |
| Nationalliga | Nationalliga         | Nationalliga          |
| ------------ | -------------------- | --------------------- |
| 1974/75      | Grazer AK            | Grazer AK             |
| 2. Division  |                      |                       |
| 1975/76      | First Vienna FC 1894 | First Vienna FC 1894  |
| 1976/77      | Wiener Sport-Club    | Wiener Sport-Club     |
| 1977/78      | SV Austria Salzburg  | SV Austria Salzburg   |
| 1978/79      |                      | LASK                  |
| 1979/80      | SC Eisenstadt        | SC Eisenstadt         |
| 1980/81      | SSW Innsbruck        | SSW Innsbruck         |
| 1981/82      |                      | SK Austria Klagenfurt |
| 1982/83      |                      | SV St. Veit/Glan      |
| 1983/84      |                      | SV Spittal/Drau       |
| 1984/85      | Salzburger AK 1914   | Salzburger AK 1914    |

Letztlich wurde die entscheidende Liga-Reform am 21. April 1974 beschlossen und mit der Saison 1974/75 eingeführt: Die neue Nationalliga startete mit 14 Vereinen, die sich aus gleichen Teilen aus sieben Absteigern und sieben Regionalligisten zusammensetzte. Dabei handelte es sich nur um eine Übergangssaison, mit nur einem Absteiger und den drei Aufsteigern aus den Regionalliga erreichte man eine Aufstockung auf 16 Teams, die nun als solche bis 1985 bestand, ehe das Ligensystem wieder komplett reformiert wurde. Gleich elf Absteiger aus der 2. Division, drei Aufsteiger aus den Regionalligen sowie fünf Absteiger aus der 1. Division brachte eine recht neue Zusammensetzung für eine Zwölferliga als 2. Division, die gemeinsam mit der 1. Division zu einem Play-off-Modus verschmolzen wurde.

### Zeit der Play-off-Ligen
| Saison            |                      | Meister              |
| Mittleres Playoff | Mittleres Playoff    | Mittleres Playoff    |
| ----------------- | -------------------- | -------------------- |
| 1985/86           | First Vienna FC 1894 | First Vienna FC 1894 |
| 1986/87           | VfB Mödling          | VfB Mödling          |
| 1987/88           |                      | VSE St. Pölten       |
| 1988/89           | SV Austria Salzburg  | SV Austria Salzburg  |
| 1989/90           |                      | Donawitzer SV Alpine |
| 1990/91           | SK VÖEST Linz        | FC VOEST Linz        |
| 1991/92           | VfB Mödling          | VfB Mödling          |
| 1992/93           | Grazer AK            | Grazer AK            |

Die Play-off-Ligen wurden 1985 eingeführt und hatten bis zur Saison 1992/93 Bestand.

### Rückkehr zur 16er-Liga
| Saison                     |                            | Meister                    |
| 2. Division der Bundesliga | 2. Division der Bundesliga | 2. Division der Bundesliga |
| -------------------------- | -------------------------- | -------------------------- |
| 1993/94                    |                            | LASK                       |
| 1994/95                    | Grazer AK                  | Grazer AK                  |
| 1995/96                    | FC Linz                    | FC Linz                    |
| 1996/97                    | SC Austria Lustenau        | SC Austria Lustenau        |
| 1997/98                    | SK Vorwärts Steyr          | SK Vorwärts Steyr          |

1993 feierte die 2. Division als Sechzehnerliga ihre Rückkehr, die allerdings bereits in der Spielzeit 1998/99 unter dem neuen Namen Erste Division radikal auf zehn Teams zurückgestuft wurde. Dies brachte sieben Absteiger in der Saison 1997/98.

### Einführung der Zehnerliga
| Saison             |                           | Meister                   |
| Erste Division     | Erste Division            | Erste Division            |
| ------------------ | ------------------------- | ------------------------- |
| 1998/99            | SC Schwarz-Weiß Bregenz   | SC Schwarz-Weiß Bregenz   |
| 1999/2000          | VfB Admira Wacker Mödling | VfB Admira Wacker Mödling |
| 2000/01            | FC Kärnten                | FC Kärnten                |
| 2001/02            | ASKÖ Pasching             | ASKÖ Pasching             |
| Red Zac-Erste Liga |                           |                           |
| 2002/03            | SV Mattersburg            | SV Mattersburg            |
| 2003/04            | FC Wacker Tirol           | FC Wacker Tirol           |
| 2004/05            | SV Ried                   | SV Ried                   |
| 2005/06            | SCR Altach                | SCR Altach                |

Ab 1998 umfasste bis zur Saison 2005/06 zehn Vereine und wurde nach demselben Modus ausgetragen, wie es derzeit auch der Fall ist.
Relegationsspiele von 1998 bis 2004

Mit der Einführung der Ersten Division als Zehnerliga wurde auch eine Relegation eingeführt. Dabei spielten die Meister der Regionalligen und der Neuntplatzierte der Zehnerliga um zwei Plätze in der zweithöchsten Spielstufe. In der Saison 04/05 wurde die Relegation zugunsten eines Direktaufstiegs der Regionalliga-Meister wieder abgeschafft.
| Jahr |                                                   | Hinspiel | Rückspiel            | Ergebnis             |
| ---- | ------------------------------------------------- | -------- | -------------------- | -------------------- |
| 1998 | SC Untersiebenbrunn – FC Austria/VSV Kärnten      | 2:1      | 0:2                  | 2:3                  |
| 1998 | SV Wörgl – VSE St. Pölten                         | 1:0      | 0:1 n. V., 6:5 n. E. | 1:1 n. V., 6:5 n. E. |
| 1999 | TSV Hartberg – WSG Wattens                        | 0:2      | 2:3                  | 2:5                  |
| 1999 | SV Spittal/Drau – SC Untersiebenbrunn             | 1:1      | 0:0                  | 1:1 (A)              |
| 2000 | FC Lustenau 07 – SV Mattersburg                   | 1:1      | 0:5                  | 1:6                  |
| 2000 | BSV Bad Bleiberg – FC Niederösterreich St. Pölten | 1        | 1                    | 1                    |
| 2001 | ASK Kottingbrunn – ASKÖ Pasching                  | 0:1      | 2:2                  | 2:3                  |
| 2001 | FC Lustenau 07 – First Vienna FC 1894             | 3:0      | 3:3                  | 6:3                  |
| 2002 | FC Hard – SV Kapfenberg                           | 2:0      | 1:5                  | 3:5                  |
| 2002 | Wiener Sportklub 2 – FC Lustenau 07               | 0:0      | 0:4                  | 0:4                  |
| 2003 | FC Wacker Tirol – SV Schwechat                    | 0:0      | 3:2                  | 3:2                  |
| 2003 | BSV Bad Bleiberg – FC Blau-Weiß Linz              | 0:2      | 4:2                  | 4:4 (A)              |
| 2004 | FC Lustenau 07 – SCR Altach                       | 2:3      | 2:3                  | 4:6                  |
| 2004 | ESV Parndorf – FC Gratkorn                        | 1:1      | 0:0                  | 1:1 (A)              |

### Zeit als Zwölferliga
| Saison          |                     | Meister             |
| Erste Division  | Erste Division      | Erste Division      |
| --------------- | ------------------- | ------------------- |
| 2006/07         |                     | LASK                |
| 2007/08         |                     | Kapfenberger SV     |
| ADEG Erste Liga |                     |                     |
| 2008/09         | SC Wiener Neustadt  | SC Wiener Neustadt  |
| 2009/10         | FC Wacker Innsbruck | FC Wacker Innsbruck |

Mit der Aufstockung der zweiten Spielstufe auf zwölf Vereine wurde in der Saison 2006/07 erstmals der Modus einer Hin- und Rückrunde im Herbst sowie einer einfachen Hinrunde im Frühjahr ausgetragen. Dies bedeutete, dass die Vereine erstmals in einer Meisterschaft dreimal aufeinander trafen, wobei die Vergabe des Heimrechts in der einfachen Runde nach den Platzierungen der Vorsaison erfolgte.
In dieser Zeit stiegen die drei letztplatzierten Klubs aus der Ersten Liga in die Regionalligen ab, die Meister der dritten Leistungsstufe rückten dafür in die zweite Spielklasse nach. Zum Aufstieg in die Erste Liga berechtigt waren ausschließlich die jeweiligen Meister der Regionalligen, vorausgesetzt einer Lizenzerteilung durch den Senat 5 der Bundesliga. Wurde einem Verein die Lizenz aus wirtschaftlichen Gründen verweigert, verblieb der bestplatzierte der vermeintlichen Absteiger in der höherrangigen Liga, da dem Vizemeister einer Regionalliga grundsätzlich kein Aufstiegsrecht zukam.
Während die Erste Liga mit zwölf Vereinen ausgetragen wurde, war es Zweitmannschaften der Bundesligavereine erlaubt, an jener teilzunehmen. So spielten in dieser Zeit die Red Bull Juniors und die Austria Wien Amateure in der Ersten Liga.
Die Saison 2009/10 war allerdings die letzte, in der die Erste Liga mit diesem Modus ausgetragen wurde. Am Ende dieser Saison wurde wieder auf zehn Vereine reduziert, wobei die Zweit-Teams der Bundesliga in die jeweilige Regionalliga absteigen mussten und auch keine Zweitmannschaft mehr aus der Regionalliga in die Erste Liga aufsteigen darf.

### Rückkehr zur Zehnerliga
| Saison                        |                               | Meister                       |
| „Heute für morgen“ Erste Liga | „Heute für morgen“ Erste Liga | „Heute für morgen“ Erste Liga |
| ----------------------------- | ----------------------------- | ----------------------------- |
| 2010/11                       | VfB Admira Wacker Mödling     | FC Admira Wacker Mödling      |
| 2011/12                       |                               | WAC/St. Andrä                 |
| 2012/13                       | SV Grödig                     | SV Grödig                     |
| 2013/14                       | SCR Altach                    | SCR Altach                    |
| Sky Go Erste Liga             |                               |                               |
| 2014/15                       | SV Mattersburg                | SV Mattersburg                |
| 2015/16                       | SKN St. Pölten                | SKN St. Pölten                |
| 2016/17                       |                               | LASK                          |
| 2017/18                       | FC Wacker Innsbruck           | FC Wacker Innsbruck           |

Mit der erneuten Reduzierung auf eine Zehnerliga wurde auch der Abstiegsmodus wieder angepasst. Der Zehnte der Ersten Liga musste in die jeweilige Regionalliga absteigen. Der Vorletzte spielte in einer Relegation gegen den Abstieg. Hierbei spielten der Verein aus der Ersten Liga und ein Regionalliga-Meister sowie die restlichen beiden Meister der Regionalligen in Hin- und Rückspiel gegeneinander. Die beiden Sieger der Relegation spielten in der darauffolgenden Saison in der Ersten Liga und die beiden Verlierer jeweils in einer der Regionalligen. War der Meister einer Regionalliga nicht in der Ersten Liga spielberechtigt, nahm der bestplatzierte Verein dieser Regionalliga dessen Platz in der Relegation ein. So spielte der ESV Parndorf in der Saison 2009/10 anstelle des FC Waidhofen/Ybbs in der Relegation.
Gemäß Beschluss des ÖFB wurde die Relegation für den Vorletzten der Ersten Liga mit der Spielzeit 2014/15 abgeschafft und der aktuelle Modus mit zwei Fixabsteigern eingeführt. Seither steigt ein Regionalliga-Meister fix in die Erste Liga auf und nur die beiden verbleibenden Regionalliga-Meister spielen in einem Play-off um den zweiten Aufstiegsplatz.
Relegationsspiele von 2010 bis 2014

Mit der Abschaffung der Zwölferliga wurde auch die Relegation wiedereingeführt. Dabei wurde der Modus aus den Jahren 1998 bis 2004 angewandt.
| Jahr |                                         | Hinspiel | Rückspiel            | Ergebnis             |
| ---- | --------------------------------------- | -------- | -------------------- | -------------------- |
| 2010 | ESV Parndorf – WAC/St. Andrä            | 1:0      | 1:4                  | 2:4                  |
| 2010 | SV Grödig, First Vienna FC 1894         | 3        | 3                    | 3                    |
| 2011 | First Vienna FC – ESV Parndorf          | 3:0      | 2:1                  | 5:1                  |
| 2011 | FC Blau-Weiß Linz – WSG Wattens         | 0:1      | 1:0 n. V., 4:3 n. E. | 1:1 n. V., 4:3 n. E. |
| 2012 | Grazer AK – TSV Hartberg                | 0:0      | 0:3 4                | 0:3                  |
| 2012 | WSG Wattens – SV Horn                   | 1:5      | 0:4                  | 1:9                  |
| 2013 | FC Liefering – LASK                     | 2:0      | 3:0                  | 5:0                  |
| 2013 | ESV Parndorf – FC Blau-Weiß Linz        | 2:1      | 1:0                  | 3:1                  |
| 2014 | LASK – ESV Parndorf                     | 1:0      | 1:1                  | 2:1                  |
| 2014 | SV Austria Salzburg – FAC Team für Wien | 2:2      | 0:3                  | 2:5                  |

Relegationsspiele bis 2018

Zur Spielzeit 2014/15 wurde die Relegation für den Vorletzten der Ersten Liga abgeschafft. Seither steigt ein Regionalliga-Meister fix in die Erste Liga auf und nur die beiden verbleibenden Regionalliga-Meister spielen in der Relegation.

Eine besondere Situation ergab sich mit Ende der Saison Spielzeit 2015/16: Der Absteiger aus der Fußball-Bundesliga, der SV Grödig, verzichtete auf eine Teilnahme in der zweiten Leistungsklasse, der SV Austria Salzburg und der SK Austria Klagenfurt erhielten keine Lizenz, sodass alle drei Meister der Regionalligen (WSG Wattens, Blau-Weiß Linz und SV Horn) ohne Relegation aufstiegen.
| Jahr |                                                | Hinspiel                | Rückspiel               | Ergebnis                |
| ---- | ---------------------------------------------- | ----------------------- | ----------------------- | ----------------------- |
| 2015 | SC-ESV Parndorf 1919 5 – SK Austria Klagenfurt | 2:1                     | 1:2 n. V., 1:4          | 3:5                     |
| 2016 | keine Relegationsspiele                        | keine Relegationsspiele | keine Relegationsspiele | keine Relegationsspiele |
| 2017 | keine Relegationsspiele                        | keine Relegationsspiele | keine Relegationsspiele | keine Relegationsspiele |
| 2018 | SC Wiener Neustadt – SKN St. Pölten            | 0:2                     | 1:1                     | 1:3                     |

### Rückkehr zur 16er-Liga als 2. Liga
| Saison  |                     | Meister             |
| ------- | ------------------- | ------------------- |
| 2018/19 | WSG Wattens         | WSG Wattens         |
| 2019/20 | SV Ried             | SV Ried             |
| 2020/21 |                     | FC Blau Weiß Linz   |
| 2021/22 | SC Austria Lustenau | SC Austria Lustenau |
| 2022/23 |                     | FC Blau Weiß Linz   |
| 2023/24 |                     | Grazer AK           |
| 2024/25 | SV Ried             | SV Ried             |

In der Saison 2018/19 wird nach der Reform der Fußball-Bundesliga als zweithöchste Spielklasse in einer 2. Liga mit 16 Mannschaften gespielt.

## Vereine
Zur Saison 2024/25 spielen folgende Vereine in der zweithöchsten Spielklasse Österreichs:
| Verein                   | Sitz             | Teilnahme seit |
| ------------------------ | ---------------- | -------------- |
| Kapfenberger SV          | Kapfenberg       | 2012/13        |
| FC Liefering             | Salzburg         | 2013/14        |
| Floridsdorfer AC         | Wien             | 2014/15        |
| SV Ried                  | Ried             | 2023/24        |
| SKU Amstetten            | Amstetten        | 2018/19        |
| SV Horn                  | Horn             | 2018/19        |
| SV Lafnitz               | Lafnitz          | 2018/19        |
| SC Austria Lustenau      | Lustenau         | 2024/25        |
| SK Rapid II              | Wien             | 2024/25        |
| SKN St. Pölten           | St. Pölten       | 2021/22        |
| SK Sturm Graz II         | Graz             | 2022/23        |
| FC Admira Wacker Mödling | Maria Enzersdorf | 2022/23        |
| First Vienna FC          | Wien             | 2022/23        |
| SV Stripfing             | Stripfing        | 2023/24        |
| SW Bregenz               | Bregenz          | 2023/24        |
| ASK Voitsberg            | Voitsberg        | 2024/25        |

## Spielstätten
Die Spielstätten sind nach Kapazität geordnet.
| Verein              | Stadion                       | Stadt/Ort                   | Eröffnung | Kapazität |
| ------------------- | ----------------------------- | --------------------------- | --------- | --------- |
| FC Liefering        | Red Bull Arena                | Wals-Siezenheim             | 2003      | 30.188    |
| FC Liefering        | Das.Goldberg-Stadion          | Grödig                      | 1989      | 4.036     |
| SK Rapid II         | Allianz Stadion               | Wien                        | 2016      | 26.000    |
| Kapfenberger SV     | Franz-Fekete-Stadion          | Kapfenberg                  | 1950      | 9.640     |
| SKN St. Pölten      | NV Arena                      | St. Pölten                  | 2012      | 8.012     |
| SV Ried             | Innviertel Arena              | Ried im Innkreis            | 2003      | 7.334     |
| FC Admira Wacker    | Datenpol Arena                | Maria Enzersdorf (Südstadt) | 1967      | 7.010     |
| SW Bregenz          | ImmoAgentur-Stadion           | Bregenz                     | 1951      | 5.000     |
| SC Austria Lustenau | ImmoAgentur Stadion           | Bregenz                     | 1951      | 5.000     |
| First Vienna FC     | Naturarena Hohe Warte         | Wien                        | 1921      | 4.238     |
| SV Horn             | Sparkasse Horn Arena          | Horn                        | 1958      | 3.913     |
| SKU Amstetten       | Ertl-Glas-Stadion             | Amstetten                   | 1983      | 3.030     |
| SV Lafnitz          | Fußballarena Lafnitz          | Lafnitz                     | 1966      | 3.013     |
| SV Stripfing        | Generali Arena                | Wien                        | 1933      | 3.000     |
| Floridsdorfer AC    | FAC-Platz                     | Wien                        | 1933      | 3.000     |
| ASK Voitsberg       | Münzer Bioindustrie Sportpark | Voitsberg                   |           | 1.635     |
| SK Sturm Graz II    | Solarstadion Gleisdorf        | Gleisdorf                   | 2002      | 1.000     |